# Via Letona
Via Letona (letó Latvijas Ceļš) va ser un partit polític de Letònia d'ideologia liberal de centredreta dirigit per Ivars Godmanis. Fou fundat el 25 de setembre de 1993 per antics activistes del Front Popular de Letònia i exiliats que havien retornat quan es proclamà la independència de Letònia. A les eleccions de 1993 va obtenir el 32,4% i fou el partit principal en la coalició de govern.
Després, però, la seva popularitat declinà. Va treure el 14,6% dels vots a les eleccions de 1995 i el 18,0% a les de 1998. Malgrat això, encara s'ha mantingut com una podersa força política i ha participtat en tots els governs de coalició de Letònia de juliol de 1993 a novembre de 2002. Quatre membres del partit han estat primers ministres: Valdis Birkavs (de 1993 a 1994), Māris Gailis (de 1994 a 1995), Vilis Krištopans (de 1998 a 1999) i Andris Bērziņš (de 2000 a 2002). Un cinquè primer ministre, Ivars Godmanis, es va unir al partit en acabar el seu primer mandat.
A les eleccions de 2002 va caure al 4,9% i no va obtenir representació parlamentària. Això provocà la marxa de molts dels seus dirigents a altres partits. A les eleccions europees de 2004 es va recuperar una mica (6,5%) però es va plantejar la incògnita sobre el seu futur. Per això a les eleccions de 2006 es va presentar en coalició amb el Partit Letònia Primer. Van obtenir 10 escons, cosa que els va permetre participar en la coalició de govern i Ivars Godmanis ocupà la cartera d'interior i fou novament primer ministre de desembre de 2007 a febrer de 2009. El 25 d'agost de 2007 el partit va integrar-se en el nou partit LPP/LC, format pels integrants de la coalició electoral que van participar en les eleccions de 2006.

## Resultats electorals

### Eleccions legislatives
| Any  | Vots    | Vots | Vots | Escons   | Escons | Pos. | Govern   |
| Any  | #       | %    | ±    | #        | ±      | Pos. | Govern   |
| ---- | ------- | ---- | ---- | -------- | ------ | ---- | -------- |
| 1993 | 362,473 | 32.4 | 32.4 | 36 / 100 | Nou    | 1r   | Coalició |
| 1995 | 139,929 | 14.7 | 17.7 | 17 / 100 | 19     | 3r   | Coalició |
| 1998 | 173,420 | 18.1 | 3.4  | 21 / 100 | 4      | 2n   | Coalició |
| 2002 | 48,430  | 4.9  | 13.2 | 0 / 100  | 21     | 7è   | Oposició |